# Révolution mongole de 1921
La révolution mongole, également officiellement nommée révolution du peuple de 1921 ou plus simplement révolution du peuple (En mongol cyrillique : Ардын хувьсгал) est parfois également appelée révolution de Mongolie extérieure est une révolution menée par le peuple de Mongolie extérieure, soutenu par l'Armée rouge soviétique, contre l'Armée blanche du tsar de l'Empire russe faisant suite à la chute de la dynastie Qing et la création de la république de Chine. Elle voit la Mongolie-Extérieure prendre une semi-indépendance, la mise en place d'un pouvoir théocratique à l'aide de l'armée blanche, tsariste, avec l'appui d'un clergé lamaïque local, et enfin, un passage à un régime communiste, à la suite de la révolution d'Octobre de 1917 à Moscou.

## Prémices de la révolution

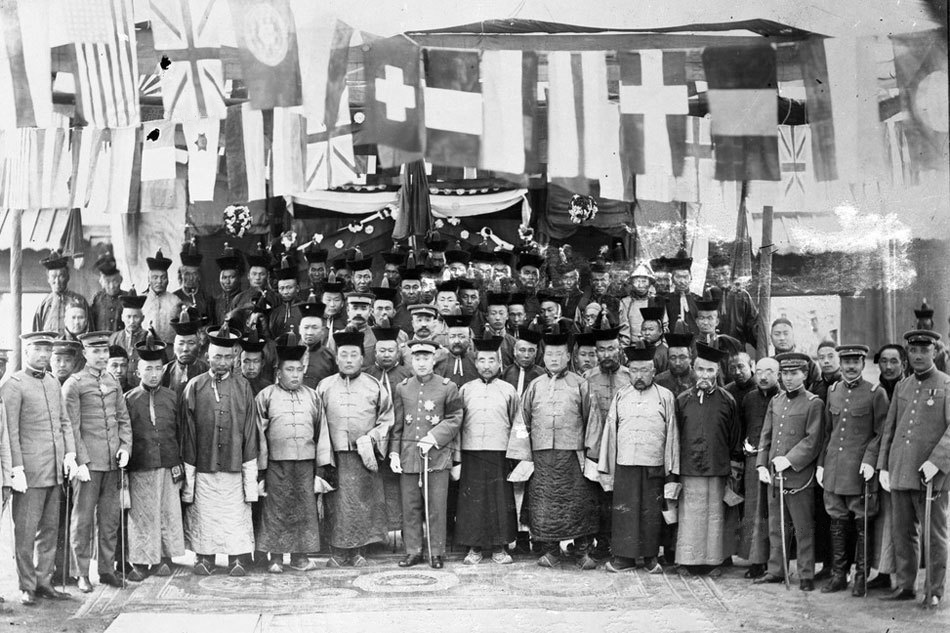
Xu Shuzheng et les Mongols Noyons à Urga

Les invasions occidentales puis japonaises qui se réunissent sous l'Alliance des huit nations de la Chine, gouvernée par la dynastie Qing du XIXe siècle ont fortement affaibli celle-ci. Des incidents plus mineurs servent d'étincelles en 1911, à la révolution de Xinhai, qui sous l'impulsion de Sun Yat-sen sera suivie par la chute du dernier empereur et l'établissement de la république de Chine (1912-1949). Le 10 octobre 1911, la province centrale de Hubei, où commence le soulèvement de Wuchang déclare sa sécession, par rapport au gouvernement impérial mandchou des Qing. Le mouvement est rapidement suivi par les provinces avoisinantes. Le 1er décembre, la Mongolie extérieure, dans ce que l'on appelle la révolution mongole de 1911, déclare également son indépendance au pouvoir mandchou et établit le khanat de Mongolie autonome dirigé par Bogdo Khan. Le 3 novembre 1912, le lien entre la Mongolie extérieure et l'Empire russe est signé. L'Empire russe comprend que la jeune République chinoise ne laissera pas ce territoire prendre son indépendance et signe avec Yuan Shikai (devenu président autoproclamé de la république de Chine le 15 février 1912, seigneur de guerre, ancien officier de la dynastie Qing un accord reconnaissant la suzeraineté de la Mongolie-Extérieure à la république de Chine, en échange d'une autonomie commerciale et industrielle de celle-ci, seuls quelques représentants seront en place afin de répondre aux besoins des ressortissants chinois. Les deux pays s'engagent à ne pas envoyer de forces militaires dans la région autonome.
Lors de la révolution russe en février 1917, le gouvernement impérial du tsar est renversé et la République russe est déclarée. À partir d'octobre de la même année, les bolcheviques prennent le pouvoir, la république socialiste fédérative soviétique de Russie est déclarée.

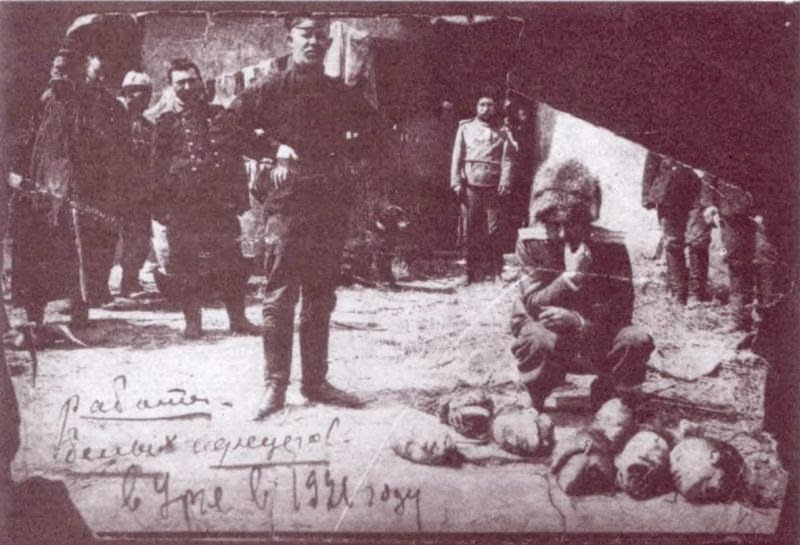
Soldats russes blancs à Urga

Les khans mongols demandent de l'aide aux militaires chinois des camps pro-impérialistes et pro-japonais de les défendre de la révolution russe qui prenait du terrain. Xu Shuzheng de la clique de l'Anhui, notamment financée par les « prêts Nishihara » japonais en 1917, accepte de leur prêter main-forte. en octobre 1919, 4 000 de leurs hommes capturent Ourga (actuelle Oulan-Bator) sans résistance. 10 000 autres militaires sont envoyés dans le reste de la Mongolie. Bogdo Khan est démis du gouvernement.
Entre 1919 et 1920 quelques Mongols s'organisent sous ce qui sera plus tard nommé les groupes de la « Colline consulaire » (Konsulyn denj), sous l’impulsion de Dogsomyn Bodoo (1885–1922), et d'« Ourga Est » (Züün khüree) sous l'impulsion de Soliin Danzan (en) (1885–1924). C'est le début de la résistance à Xu Shuzheng et à la clique d'Anhui.
Le Parti du peuple mongol est fondé en 1920 avec l'aide d'expatriés russes.
En octobre 1920, l'Armée blanche, tsariste, dirigée par Roman von Ungern-Sternberg épaulée par des Bouriates et Japonais tente à son tour de prendre le contrôle de la région et échoue. Une seconde tentative en février 1921 réussit, forçant le parti du peuple à entrer en action pour sauvegarder son indépendance. Les impérialistes remettent Bogdo Khan au siège officiel du gouvernement, les garnisons chinoises de Uliastay et de Khovd fuient au Xinjiang.

## Révolution

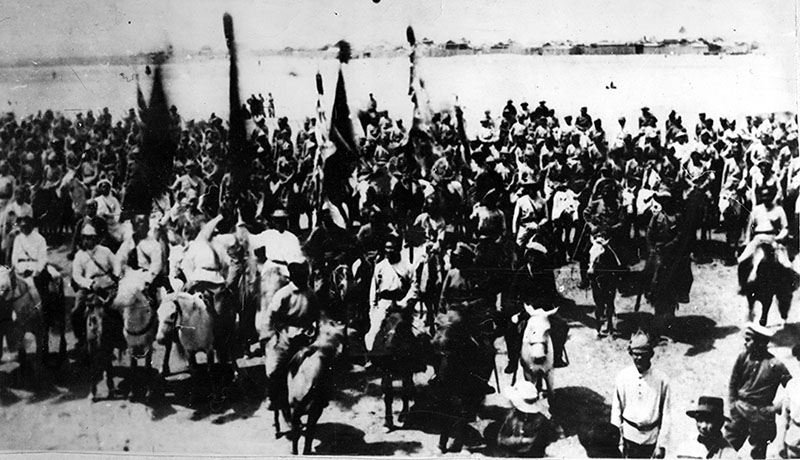
L'Armée de libération du peuple mongol entre dans Ourga.

En mars 1921, le parti populaire s'organise, Damdin Sükhbaatar prend le commandement de l'armée et est aidé par deux conseillers russes. Danzan devient président du parti, un manifeste est rédigé par le progressiste bouriate Jamsrangiin Tseveen. Le 18 mars, 400 hommes sont réunis et la partie de Kiakhta contrôlée par les forces chinoises (Kyakhta Maimaicheng) est reprise. Après cette victoire, des prospectus sont envoyés dans le Nord encourageant la population à chasser les gardes blancs.
Le Bogdo Khan fait peser sur la population la crainte que les communistes risquent de détruire les fondations de la nation et la foi bouddhiste.
Devant l'incapacité du gouvernement chinois à influencer les gardes blancs, les Russes décident de soutenir le nouveau parti mongol et l'aident davantage à la révolution. Entre mars et avril, des républicains et soviétiques traversent la frontière pour leur venir en aide. Entretemps, la guérilla populaire mongole double pour atteindre 800 personnes.
Les troupes de Von Ungern-Sternberg attaquent Kyakhta en juin mais se voient opposer des forces plusieurs fois plus nombreuses et leur font subir de lourdes pertes.
Le 28 juin, le plus gros des troupes soviétiques traversent la frontière et le 6 juillet, elles entrent avec les troupes mongoles dans Ourga.
Le 9 juillet, les révolutionnaires envoient une missive à Bogdo Khan pour le prévenir que le gouvernement est maintenant dans les mains du peuple mongol, lui signifiant également que tous les problèmes rencontrés sont dus à l'incompétence des pouvoirs transmis héréditairement, ajoutant que tout va graduellement changer à part la religion.
Le 10 juillet, le Comité central du parti forme un nouveau gouvernement dirigé par Bodoo, en laissant un pouvoir de monarque limité à Bogdo Khan dans son rôle de Bogdo Gegen (Jebtsundamba Khutuktu). Il est tout de même installé le 11 juillet au cours d'une cérémonie sur le trône de Mongolie.

## Conséquences
Les restes de l'armée blanche après cette défaite s'ébranlent, voient des désertions et les derniers participants sont arrêtés par l'Armée rouge. Ungern-Sternberg est exécuté au terme de combats dans l'Ouest de la Mongolie.
Du côté de la Chine, Zhang Zuolin abandonne ses plans en raison de la défaite de l'armée blanche et de différents accords internationaux. En 1924, un traité sino-soviétique reconnaîtra de nouveau la Mongolie-Extérieure comme partie intégrante de la Chine et les deux pays acceptèrent mutuellement de ne plus envoyer de troupes. La mort de Bogd Khan la même année fut l'occasion pour les communistes mongols de tirer un trait sur la monarchie et de proclamer la République populaire mongole.
En 1945, à la fin de la Seconde Guerre mondiale, le gouvernement nationaliste chinois du Guomindang reconnaît l'indépendance de la Mongolie, mais quelques années plus tard, Tchang Kaï-chek annule cette reconnaissance.
Le 1er octobre 1949, la république populaire de Chine est établie à Pékin, laissant le statu quo s'installer. Il faut attendre 2012 pour que le Conseil des affaires du continent (en) de la république de Chine repliée sur Taïwan depuis 1949 reconnaisse l'indépendance de la Mongolie extérieure par rapport à la république de Chine.